# Рејдом (Илиноис)
Рејдом (енгл. Radom) град је у америчкој савезној држави Илиноис.

## Демографија
По попису из 2010. године број становника је 220, што је 175 (-44,3%) становника мање него 2000. године.
| Група             | 2000.       | 2010.       |
| Белци             | 384 (97,2%) | 218 (99,1%) |
| Афроамериканци    | 7 (1,8%)    | 0 (0,0%)    |
| Азијати           | 0 (0,0%)    | 0 (0,0%)    |
| Хиспаноамериканци | 3 (0,8%)    | 2 (0,9%)    |
| Укупно            | 395         | 220         |